# 三尾城 (近江国)
三尾城（みおのき）は、近江国にあった古代日本の城。城跡の所在地は不明で、現在の滋賀県高島市付近に推定される。

## 歴史
『日本書紀』天武天皇元年（672年）7月条によれば、天智天皇の死後に大海人皇子（のち天武天皇）・大友皇子の間で起こった争乱（壬申の乱）の際、大海人皇子方は大和国・近江国の2方面に各数万人の軍勢を配して進攻したが、そのうち近江方面軍はさらに湖北（湖西）方面軍・湖東方面軍に分かれ、湖北方面軍においては将軍の出雲臣狛・羽田公矢国らが北陸路を押さえたのちに7月22日に「三尾城」を攻め落としたという。日本書紀の記載では「羽田公矢國・出雲臣狛、合共攻三尾城、降之」とある。
三尾城が記録に見えるのは、上記記事のみになる。

## 考証
城名の「三尾」は地名で、『和名類聚抄』にも近江国高島郡に「三尾郷」と見えており、現在は滋賀県高島市安曇川町三尾里を遺称地とする。同地は天智天皇・大友皇子の営んだ大津宮の北方に位置することから、三尾城は大津宮の北面防衛目的で築造された城であったと推測される。築城時期は定かでないが、天智天皇の時代には白村江の戦い（663年）の敗北を契機として西日本の各地に古代山城（いわゆる天智紀山城や神籠石）が築城されており、三尾城も同様の背景による築城とする説が有力視される。
具体的な城の所在地は、現在も明らかでない。比定地には諸説あるが、特に白鬚神社（高島市鵜川）北側の長法寺山に比定する説が有力視される。同地では長法寺跡（伝・嘉祥2年（849年）創建）や中世山城跡が重複することもあって、確実な遺構は明らかでないが、1982年（昭和57年）の調査では山中において7キロメートル以上に及ぶ長大な石塁などの存在が認められている。これを江戸時代のシシ垣（動物よけ）とする伝承もあるが、長大さ・水門などシシ垣にはそぐわない点も見られることから、（後世にシシ垣に転用されたとしても元々は）古代山城の遺構である可能性が指摘される。
なお三尾の地では、継体天皇の出自と関わる古代豪族の三尾氏が割拠したことが知られる。この三尾氏は朝鮮文化の影響を強く受けた氏族であることから、三尾城の築城主体に三尾氏を推定する説があるほか、実際の壬申の乱での三尾城守将に三尾氏を仮定する説もある。また、『日本書紀』天武天皇元年（672年）5月是月条では「自近江京至于倭京、処処置候」として、道々には候（うかみ、斥候・監視所）が置かれたことが知られるため、三尾城は城郭ではなくこのような監視所であったとする説もある。